# Conjunto Nacional de Solistas "Cámara de Kiev"
El Conjunto Nacional de Solistas "Cámara de Kiev" (En ucraniano: Київська камерата) es un grupo musical de Kiev, Ucrania. La esfera principal de la actividad creativa del conjunto es la promoción de la música de los compositores ucranianos y la representación de su trabajo en el extranjero.

## Historia
Fue fundada en 1977 según los términos de una empresa de Valery Matyukhin. Al principio, el equipo se especializó en la interpretación de música ucraniana moderna, luego su trabajo abarcó obras de diferentes épocas y diferentes géneros. A lo largo de los años, la orquesta estuvo dirigida por Evgeny Stankovich, Miroslav Skorik e Iván Karabits. En agosto de 1993, al equipo se le otorgó el estatus de nivel estatal, y en 2000, el de nivel nacional.
A lo largo de los años de su existencia, este conjunto ha realizado una gran cantidad de estrenos de obras de compositores ucranianos contemporáneos como Valentín Silvéstrov, Volodymyr Zubytsky, Iván Karabyts, Yevhen Stankovych, Myroslav Skoryk, O. Kiva, Yuri Ishchenko, Igor Shcherbakov, Anna Gavrilets, K. Tsepkolenko , I. Kyrylina, O. Levkovych, V. Hubarenko, V. Zagortsev, J. Vereshchagin, Zoltan Almashi, Alexander Shimko y otros. El conjunto también colabora con los vocalistas Nina Matvienko, Oleksandr Vasylenko y Lyudmila Voynarovska.
El conjunto ha participado en festivales de música académica en Ucrania y también realizó giras en Alemania, Austria, Francia, EE. UU., China, Polonia, Grecia, Rusia, los Estados bálticos, Armenia, Georgia. El conjunto tiene el estatus de orquesta oficial de la Olimpiada Musical Abierta de Ucrania "La Voz del País".

## Discografía

### CD
- Tsepkolenko K. Sinfonia da camera "Parallels", "Les Royal" per FP. trio, "Preferenza notturna" para clarinete, Rev., FP. y batería, cuarteto de saxofonos: "Kyiv Chamber" p / k V. Madre Hina. - O.: ELCI-record, 1995;
- Stravinskij I. "Dumbarton Oaks", Wagner P. "Siegfried-Idyll", Karabyc' I. Concierto para 5 instrumentos, Balej V. "Apple of Adam": "Kyiv Chamber" di V. Matjuchin. - K.: Arcadia-Sinfonia, 1996;
- Musica accademica mondiale: Mozart VA Symphony N.º 29;
- Mahler G. Sinfonia N.º 10, Schoenberg A. "Noche iluminada": "Kyiv Chamber", director de orquesta. V. Balej. - K.: Arcadia, 1999;
- "Perlas de siglos  pasados": romances y canciones populares ucranianas: O. Stupak (Olesya Charivna) y "Kyiv Chamber" de V. Matjuchin. - К ., Симфокар, 2002. - 053-S-021-2;
- Diálogos musicales: Ucrania-Austria. Bortnjans'kyj D. Quinteto para pianoforte, scr., Viola, Rev. y arpa;
- Sinfonía de concierto para pianoforte, cuarteto de cuerdas, fagot y arpa;
- Mozart W. E. Fantasia para pianoforte mecánico y cuerdas, orquesta en fa menor, K-608. Orco. transcripción E. Stankovyč;
- Concerto per la classe. con l'orco Un maggiore, K-622. - K.: Oberig, 2003;
- Syl'vestrov V. meditazioni;
- Sinfonia per il Rev. e kam. orchestra: Kiev Chamber, V. Matjuchina, I. Kucher (Rev.). - Černivci, 2004. - К 608209 Б
- Stankovyč  E. Opera per scr. dall'orchestra: "Kyiv Chamber" p / k V. Matjuchin, B. Pivnenko Skr.). - Černivci, 2006. - К 742794;
- Doppio - Kiva O. Opere per voce e orchestra: "Kyiv Chamber" di V. Matjuchin, solisti N. Matvijenko, I. Semenenko, L. Vojnarovs'ka, V. Bujmister, D. Vyšnja. - К.: Атлантик, 2007. - K 961322 A;
- Ščerbakov I, Sinfonie da camera: "Kyiv Chamber" di V. Matjuchin, solisti B. Pivnenko (abbr.), A. učapec' (viola). - К .: Атлантик, 2007. - K 959610 TO;
- Stankovyč E. Chamber opere: "Kyiv Chamber" di V. Matjuchin, solisti B. Pivnenko (abbr.), A. Tučapec' (viola), E. Orkin (clarinetto). - К .: Атлантик, 2007.

### Literatura
- Cámara de Zosim O. Kiev: ayer, hoy, mañana // Música. - 1997.— N.º 4;
- Lunina G. El criterio principal - espiritualidad // Ibíd. - 2005. - N.º * Lo mismo. Cuatro siglos de la "Cámara de Kiev" // Voz de Ucrania. - 2002. - 5 de diciembre;
- Lo mismo. Verdaderamente único y universal //KiZh. — 2003. - 11 de diciembre;
- Zinevych G. Perpetuum mobile of domestic music // Music. - 2006.— N.º * Lukyanchuk G. "Cámara de Kiev - ¡30!" // Reino Unido cultura. - 2007. - N.º І
- Sikorska I. Gloria y problemas de la "Cámara de Kiev" // KIZh. - 1997.— 15 de enero;
- Puro O. Mundo de la Camerata // Día. - 2002. - 13 de noviembre;
- ella misma. Música del Infinito // Ibid. - 6 de noviembre;
- Chekan Yuri Ivanovich Desfile de orquestas // Espejo de la semana. - 2003. - 15 de octubre;
- Tymoschuk O. "Cámara de Kiev en las dimensiones de diferentes épocas" // Word of Enlightenment. - 2006. -N.º 5;